# Stigmaphyllon jobertii
Stigmaphyllon jobertii är en tvåhjärtbladig växtart som beskrevs av C.E. Anderson. Stigmaphyllon jobertii ingår i släktet Stigmaphyllon och familjen Malpighiaceae. Inga underarter finns listade i Catalogue of Life.